# Кукуляк, Евгений Лазаревич
Евгений Лазаревич Кукуляк (род. 22 декабря 1986, Калуга) — российский футболист, футбольный судья.

## Биография
Родился в 1986 году в Калуге. Выступал на позиции полузащитника и нападающего. Имеет на своём счету 21 матч во второй лиге в составе подольского «Витязя» и «Спартака» (Щёлково).
С 2011 года — футбольный арбитр. Начинал карьеру в Первенстве России среди ЛФК. В РПЛ в качестве главного арбитра дебютировал в 2020 году. 1 июля обслуживал матч между «Оренбургом» и «Уралом» (0:3).
Исполнительный директор Калужской областной школы футбольного арбитра.